# Ajayi Agbebaku
Ajayi Agbebaku (né le 6 janvier 1955) est un athlète nigérian spécialiste du triple saut.

## Carrière
Il remporte les titres du saut en longueur et du triple saut lors des Championnats d'Afrique 1979 de Dakar. En 1983, il se classe troisième des Championnats du monde d'Helsinki (17,18 m) derrière le Polonais Zdzisław Hoffmann et l'Américain Willie Banks, avant de décrocher dès l'année suivante la médaille d'argent aux Championnats d'Afrique. Il se classe septième des Jeux olympiques de Los Angeles.
Son record personnel au triple saut est de 17,26 m, établi le 8 juillet 1983 à Edmonton. Il a par ailleurs détenu pendant 36 ans le record d'Afrique du triple saut en salle avec 17,00 m (Dallas, le 30 janvier 1982), battu le 27 janvier 2018 par Hugues Fabrice Zango (17,23 m).

### Palmarès
| Date | Compétition            | Lieu        | Résultat | Épreuve          | Marque  |
| ---- | ---------------------- | ----------- | -------- | ---------------- | ------- |
| 1979 | Championnats d'Afrique | Dakar       | 1er      | Saut en longueur | 7,94 m  |
| 1979 | Championnats d'Afrique | Dakar       | 1er      | Triple saut      | 16,82 m |
| 1983 | Championnats du monde  | Helsinki    | 3e       | Triple saut      | 17,18 m |
| 1984 | Championnats d'Afrique | Rabat       | 2e       | Triple saut      | 16,96 m |
| 1984 | Jeux olympiques        | Los Angeles | 7e       | Triple saut      | 16,67 m |